# Jeton de présence
Pour les articles homonymes, voir Jeton (homonymie).
Un jeton de présence est une rémunération accordée aux membres d'une organisation siégeant lors de réunions officielles.

## En France
En France, les jetons de présence sont une rémunération accordée aux  membres du conseil d'administration de sociétés anonymes.
Cette rémunération est en principe partagée entre les administrateurs en fonction de l’assiduité à ces comités. La somme globale est fixée par les actionnaires, lors d'une assemblée générale ordinaire. En 2019, la loi PACTE supprime le terme de "jeton de présence" pour le remplacer par la notion de "rémunération de l'activité" des administrateurs. 
Pour la société, les jetons de présence alloués au titre d'un exercice ne sont déductibles de l'assiette de l'impôt sur les sociétés que dans la mesure où ils n'excèdent pas 5 % du produit obtenu en multipliant la moyenne des rémunérations déductibles attribuées au cours de cet exercice aux cinq ou dix salariés (selon que la société comprend moins ou plus de 200 salariés) les mieux rémunérés de la société par le nombre d'administrateurs en fonction, soit :
Jetons de présence déductibles = 5 % × [moyenne des meilleures rémunérations] × [nombre d'administrateurs]
Toutefois, si la société emploie moins de cinq personnes, les jetons de présence alloués au titre d'un exercice ne sont déductibles que dans la limite de 457 euros par administrateur.

## Sous l'ancien régime

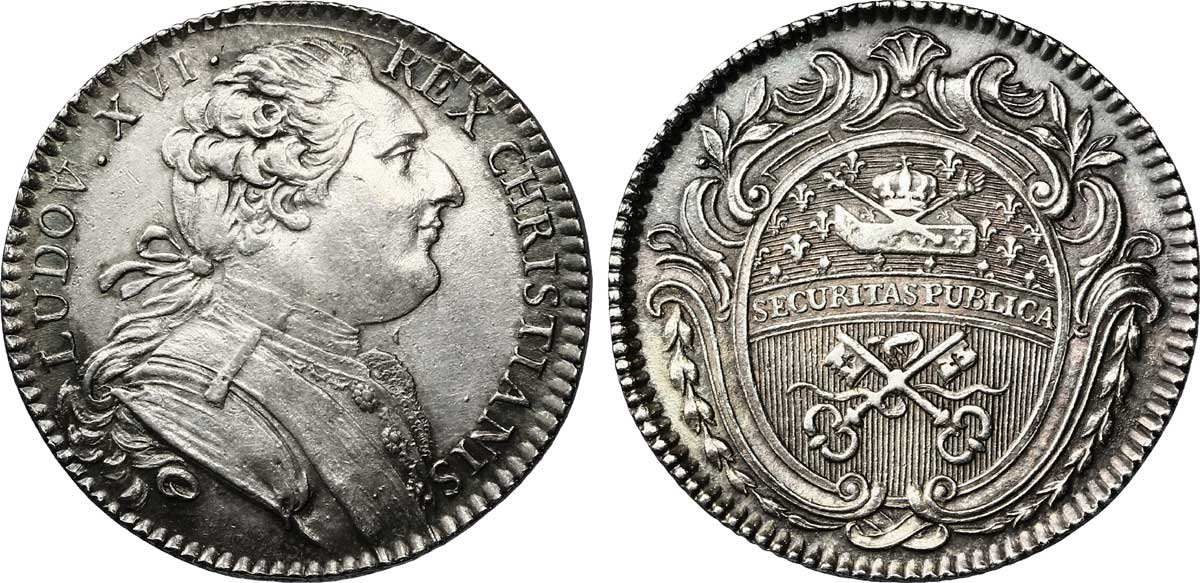
Jeton de présence de la corporation des serruriers sous Louis XVI.

Les jetons de présence, dont l'usage se répand et se systématise principalement aux XVIIe et XVIIIe siècles étaient le plus souvent en argent et parfois en or pour de grands personnages du royaume. De formes rondes ou octogonales, ils servaient de rétributions sous forme de bourses qui récompensaient l’assiduité des membres des administrations royales, du clergé, des régions, des corporations de métiers et académies. Les jetons de présence représentaient dans leur grande majorité le souverain à l'avers avec une grande variété de portraits tout au long du règne ; les légendes étaient presque exclusivement en latin et des représentations antiques ornaient la plupart des revers. Les administrations royales disposaient également de jetons de compte en cuivre ayant des graphismes similaires. Ils ne doivent cependant pas être confondus avec les jetons de présence car ils étaient utilisés uniquement pour le calcul.  Au XIXe siècle, l'usage dans les administrations tombe en désuétude ; les jetons frappés sont alors principalement attribués aux  banques, notaires, chambres de commerce et assurances.

## Les différentes attributions des jetons de présence

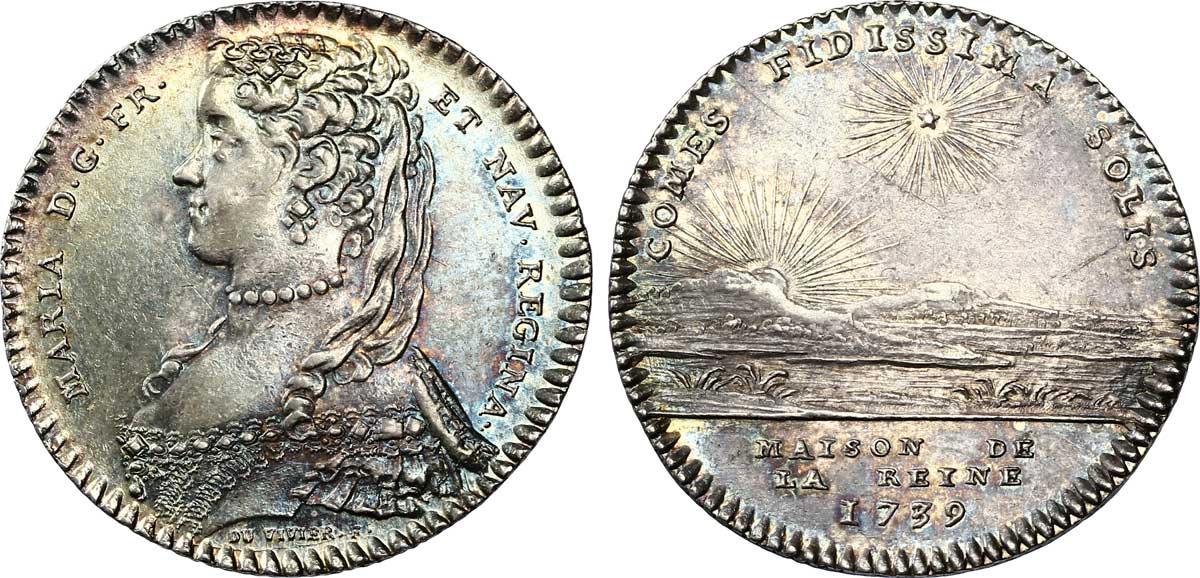
Jeton de présence de la Maison de la reine Marie Leszczynska en 1739

### Administrations royales
- Maison de France
- Princes de la maison de Bourbon.
- Ordre du Saint-Esprit
- Ministres
- Chanceliers, gardes des sceaux
- Conseil du roi
- Chancellerie de France
- Secrétaires du roi
- Grand Conseil
- Parlement de Paris
- Chambre des comptes de Paris.
- Cour des monnaies
- Généraux des finances.
- Cour des aides
- Chambre du Trésor
- L'Épargne
- Trésor royal
- Parties casuelles
- Fermes et gabelles
- Domaines
- Deniers revenants-bons
- Chambre de justice
- Débet des consignations.
- Ponts et Chaussées
- Mines et minières
- Francs-Fiefs
- Maison du roi
- Maison de la reine

#### Guerre
- Trésorerie générale des guerres.
- Contrôle général des guerres
- Extraordinaire des guerres.
- Ordinaire des guerres
- Cavalerie de delà les monts.
- Connétablie et maréchaussée.
- Trésoriers-payeurs de la gendarmerie.
- Colonel général de l'infanterie française.
- Ligues suisses.
- Artillerie

#### Marine
- Galères royales
- Académie royale de marine
- Invalides de la marine

### Villes et Régions

#### Paris
- Le Châtelet
- La Ville de Paris.
- Quartiniers.
- Conseillers de Ville.
- Greffiers de la Ville
- Payeurs des rentes.
- Receveurs généraux des pauvres.
- Juge et consuls des marchands.
- Élection de Paris.
- Monnaie de Paris.
- Merciers.
- Les six corps des marchands.
- Marchands de vins.
- Gardes-marchands de vins.

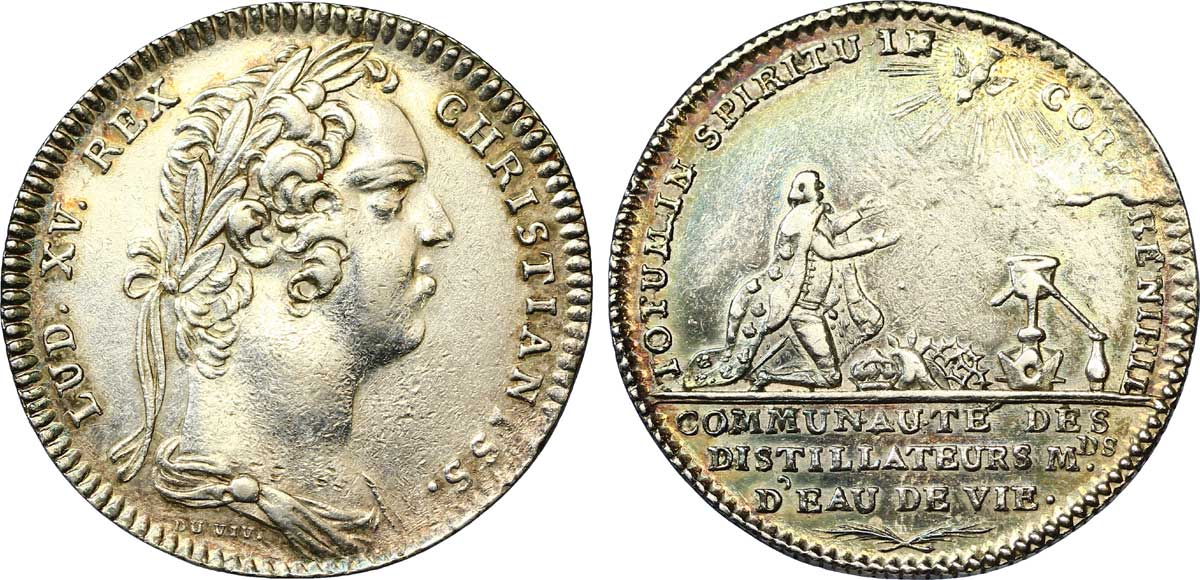
Jeton de présence de la communauté des distillateurs marchands d’eau de vie en 1732

- Marchands-épiciers et apothicaires
- Brodeurs-chasubliers.
- Verriers-fayenciers-émailleurs-patenôtriers .
- Vendeurs de poisson de mer
- Traiteurs.
- Traiteurs-rôtisseurs-pâtissiers.
- Distillateurs.
- Porteurs de charbon.
- Agents de change et banquiers.
- Huissiers-commissaires-priseurs.
- Assurances.
- Faculté de Médecine.
- Messagers de l'Université.
- Collège des trésoriers.
- Académie française.
- Académie des inscriptions et belles lettres
- Académie des sciences,
- Académie de peinture et de sculpture.
- Académie d'architecture.
- Société académique des Enfants d'Apollon
- Grande Confrérie,
- Archevêque de Paris
- Assemblées du clergé.
- Saint-Jacques de l'Hôpital.

#### Anjou
- Villes et Noblesse d'Anjou

#### Aquitaine
- Chambre de commerce de Bordeaux
- Récompense de la ville de Bordeaux
- Notaires de Bordeaux

#### Artois
- États d'Artois
- Villes et Noblesse d'Artois

#### Bretagne
- États de Bretagne
- Villes et Noblesse de Bretagne

#### Bourbonnais
- Villes et Noblesse du Bourbonnais

#### Bourgogne
- États de Bourgogne
- Parlement de Dijon
- Villes et Noblesse de Bourgogne

#### Chartres
- Notaires de Chartres
- Chartres et le pays Chartrain

#### Dombes
- Principauté de Dombes

#### Languedoc
- États de Languedoc
- Villes et Noblesse du Languedoc

#### La Rochelle
- Chambre de commerce de la Rochelle
- Notaires de la Rochelle
- Conseil municipal de la Rochelle
- Juges et consuls de La Rochelle

#### Lille
- Notaires de Lille

#### Lorraine
- Duché de Lorraine

#### Marseille
- Notaires de Marseille
- Chambre de commerce de Marseille

#### Meaux
- Notaires de Meaux

#### Normandie
- Notaires d’Évreux
- Académies de Normandie
- Noblesses et villes de Normandie
- Parlement de Normandie

#### Orléanais
- Villes et Noblesse
- Notaires d'Orléans
- Caisse d'épargne d'Orléans

#### Picardie
- Chambre de commerce de Picardie
- Villes et Noblesse de Picardie

#### Rouen
- Monnaie et Monnayeurs de Rouen

#### Sens
- Notaires de Sens

#### Vendômois
- Vendôme

#### Canada
- Canada (Nouvelle-France)